# جوشوا أبواكو
جوشوا أبواكو (من مواليد 7 يوليو 1996) لاعب ألماني في سباق 400 متر من الحواجز.